# جون هاينز جونيور
جون هاينز جونيور (بالإنجليزية: John Haynes, Jr.)‏ هو جراح أمريكي، ولد في 7 مارس 1937.